# Through the Never
«Through the Never» es la séptima canción del quinto disco del grupo musical estadounidense de thrash metal, Metallica, Metallica (The Black Album) publicada en 1991. La canción habla sobre el universo, como el ser humano crea especulaciones sobre si hay vida en el espacio o no. 
Hasta 2009, esta canción solo había sido tocada en directo en la gira promocional del disco. El 3 de octubre de 2009 fue tocada después de 16 años en Tampa Bay, Florida. En el mes de junio de 2012 fue tocada en el evento Rock am Ring en Alemania.
La canción comparte nombre con la película que Metallica estrenó en 2013 llamada: Metallica: Through the Never.

## Versiones
La canción fue versionada por The Hu en 2021 para el álbum The Metallica Blacklist.

## Créditos
- James Hetfield: Voz y guitarra rítmica.
- Kirk Hammett: Guitarra líder.
- Jason Newsted: Bajo eléctrico y coros.
- Lars Ulrich: Batería y percusión.